# Береттьюйфалу
Береттьюйфалу - город на востоке Венгрии в медье Хайду-Бихар, в центре региона Северный Альфёльд, недалеко от границы с Румынией. Расположен в 35 км к югу от города Дебрецена и в 40 км к западу от румынского города Оради.